# Rosà

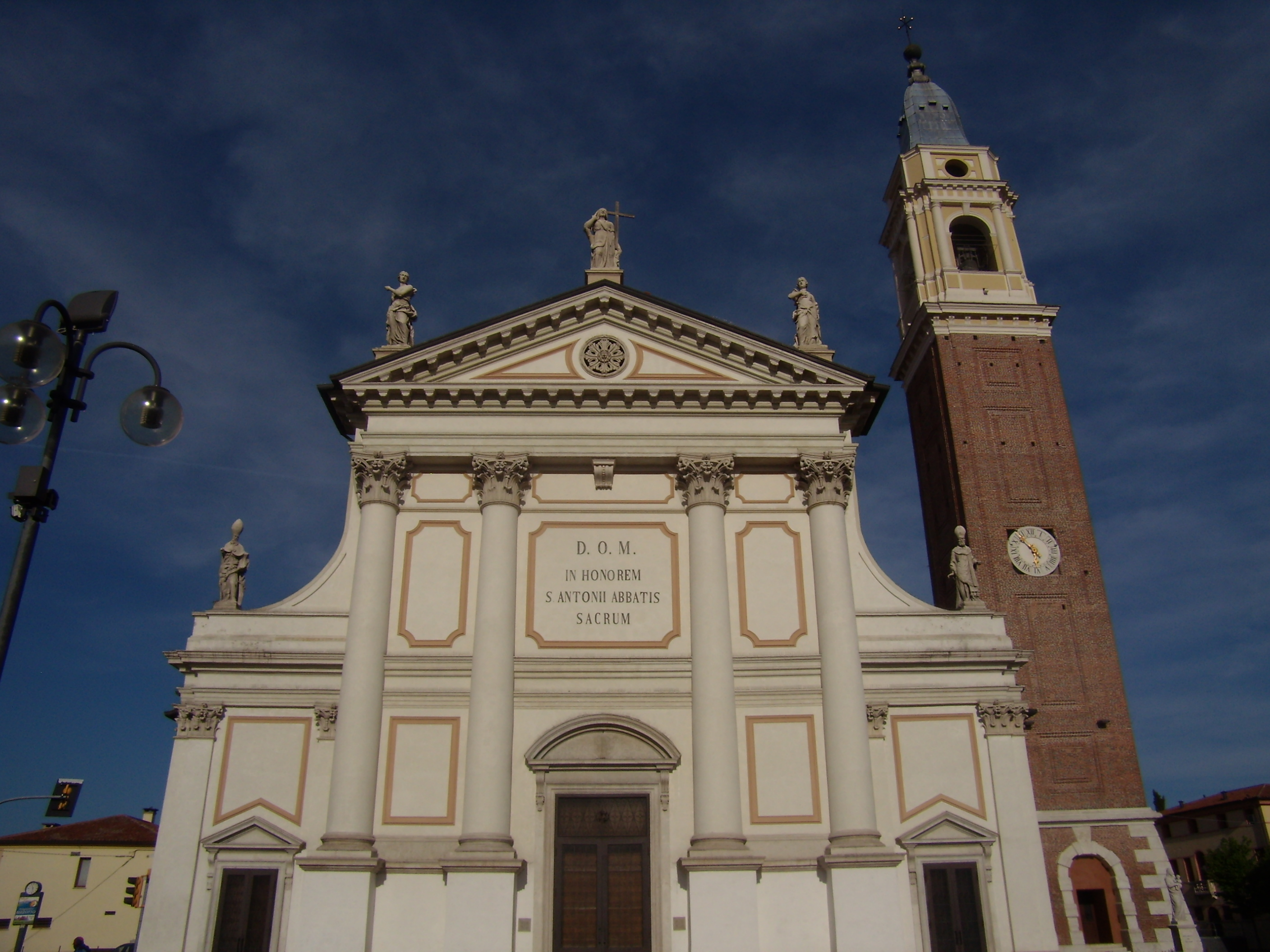
Die Kathedrale von Rosa

Rosà ist eine italienische Stadt in der Provinz Vicenza, Venetien mit 14.631 Einwohnern (Stand 31. Dezember 2023).

## Partnerschaft
Die deutsche Partnerstadt ist Schallstadt in Baden-Württemberg. Des Weiteren besteht eine Städtefreundschaft zu Vietmannsdorf in Brandenburg.

## Söhne und Töchter der Stadt
- Sebastiano Kardinal Baggio (* 1913; † 1993), Kurienkardinal

## Erzeugnisse und Unternehmen aus der Region
- Die "Distilleria Capovilla" brennt mit ihren Grappa-Variationen hochprämierte Fruchtbrandweine. So wurde der "Grappa Cabernet" im Jahre 2004 mit dem "WORLD SPIRITS AWARD" in Gold ausgezeichnet.
- Urlaub auf dem Bauernhof ermöglicht das Familienunternehmen "La Dolfinella". Hier werden 105 ha Land bewirtschaftet, Tiere gezüchtet und Fleischwaren hergestellt. Insgesamt stehen den Gästen 13 Zimmer bzw. 25 Betten zur Verfügung.